# Larisa Pavlova
Larisa Pavlova (em russo:  Лари́са Миха́йловна Па́влова; Uglegorsky, 13 de fevereiro de 1952) é uma ex-jogadora de voleibol da Rússia que competiu pela União Soviética nos Jogos Olímpicos de 1980.
Em 1980, ela fez parte da equipe soviética que conquistou a medalha de ouro no torneio olímpico.